# Instituto Metodista Universitario Crandon
Instituto Metodista Universitario Crandon (IMUC),  es un centro de educación superior metodista y privado uruguayo. Ubicado en Juan Ramón Gómez 2706, Barrio La Blanqueada.
Es creado para que continúen sus estudios superiores los estudiantes del Instituto Crandon, con el que comparten el mismo predio. El IMUC tiene su propio consejo directivo, sus propias autoridades.

## Títulos
Otorga los siguientes títulos de grado y posgrado:
- Secretariado ejecutivo.
- Asistente ejecutivo.
- Asistente alta gerencia I.
- Asistente alta gerencia II.
- Licenciatura de gestión de empresas.
- Diploma en traducción.
- Posgrado en traducción.
- Auxiliar administrativo - Recepcionista - Telefonista.